# Mobility Genossenschaft
Die Mobility Genossenschaft (auch Mobility Carsharing oder kurz Mobility) ist das marktführende Schweizer Carsharing-Unternehmen mit Hauptsitz in Risch (ZG). Mobility wurde 1997 gegründet, ist als Genossenschaft organisiert und verfügt schweizweit über rund 3000 Fahrzeuge an 1600 Standorten. Mobility hat rund 285'000 Kundinnen und Kunden (Stand 2024), davon sind rund ein Viertel Genossenschafter und Genossenschafterinnen (ca. 76'000 Personen).

## Fahrzeuge
Die Mobility-Autos sind für die rote Farbe bekannt. Die Fahrzeug-Flotte umfasst rund 3000 Fahrzeuge in sieben Kategorien (z. B. Budget, Economy, Combi, Cabrio, Minivan, Transporter). Der Carsharing-Anbieter setzt immer mehr auf Elektrofahrzeuge. Anfang 2024 waren rund 500 der 3000 Mobility-Fahrzeuge elektrisch. Mobility hat verschiedene E-Modelle im Einsatz, am häufigsten sind dies Renault ZOE, VW ID.3, Tesla Model 3 oder Škoda Enyaq.

## Standorte
Mobility ist schweizweit an rund 1500 Orten präsent. Die Genossenschaft besitzt keine eigenen Parkplätze, sondern mietet diese von Privatpersonen, Unternehmen oder der öffentlichen Hand. Vorzugsweise werden die Fahrzeuge an Bahnhöfen und in Ballungsräumen zur Verfügung gestellt. Dies begründet sich unter anderem mit den Kooperationen mit verschiedenen Betrieben des öffentlichen Verkehrs im Bereich der Anschlussmobilität. Ein Viertel der Autos befinden sich an SBB-Bahnhöfen. Durch die Kombination von öffentlichem und privatem Verkehr soll den Nutzenden die Möglichkeit eröffnet werden, das jeweils geeignetste Transportmittel zu wählen. Zudem soll ein nahtloses Umsteigen vom Auto auf den öffentlichen Verkehr und umgekehrt gefördert werden.

## Funktionsweise

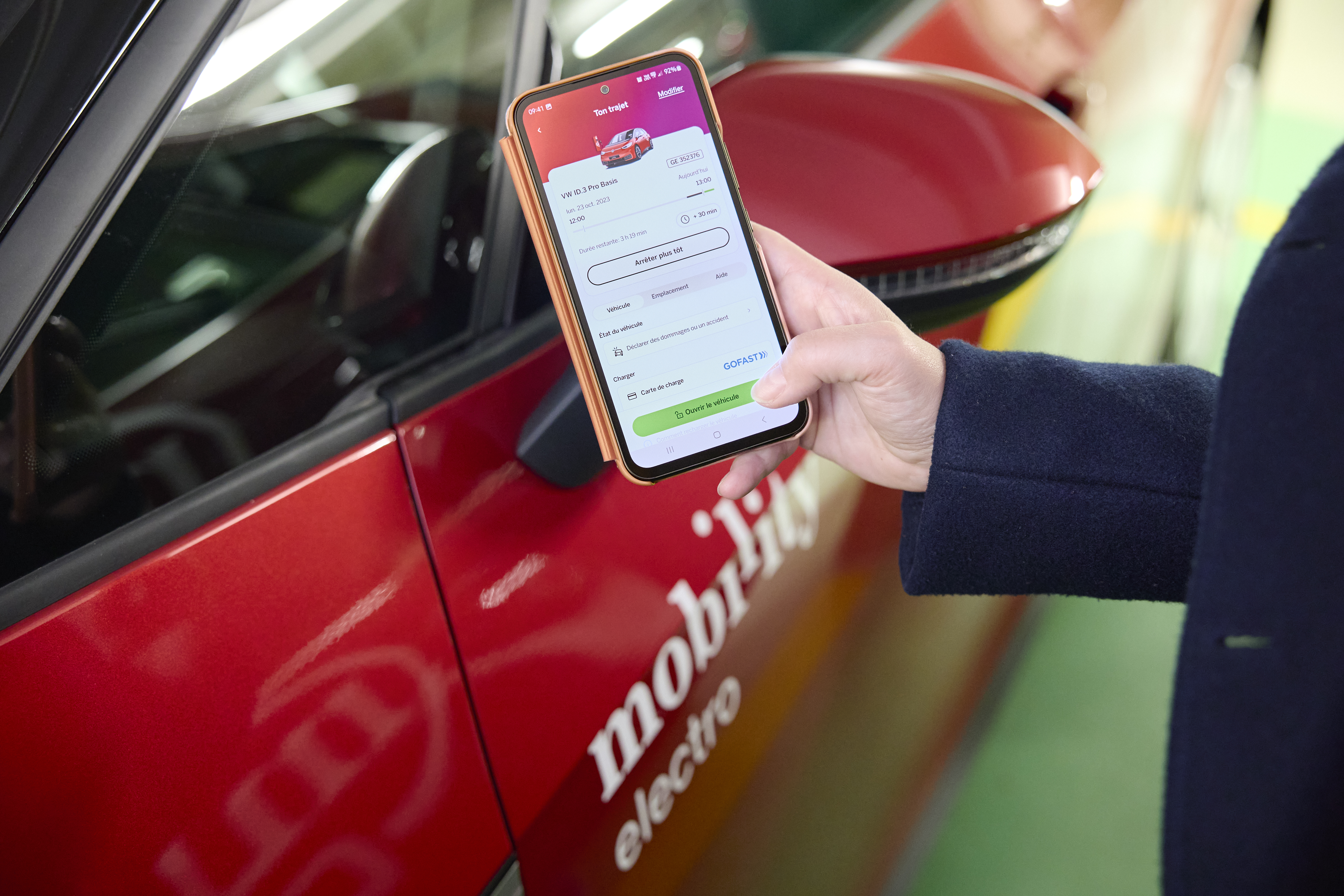
Die über 3000 Autos von Mobility sind via App buchbar.

Die Fahrzeuge werden via Smartphone-Applikation Webseite, oder telefonisch reserviert. Anschliessend kann das Fahrzeug mit dem Smartphone, der Mobility-Card oder dem Swisspass geöffnet und verwendet werden. Das Auto muss an den Ausgangsort zurückgebracht werden. Verrechnet werden Gebühren für die Anzahl gefahrener Kilometer und für die Benutzungsdauer. Sämtliche Kosten für Benzin, Autoversicherung, Steuern, Wartung und Abschreibung sind inbegriffen.

## Angebot
Es gibt verschiedene Möglichkeiten, Mobility zu nutzen. Wer nur selten ein Auto braucht, kann die Fahrzeuge ohne Abogebühren reservieren. Dann fällt der Preis für eine Fahrt jedoch höher aus. Wer Monatsbeiträge zahlt oder durch den Kauf eines Anteilscheins Genossenschafter:in wird, profitiert von einem reduzierten Tarif. Dieser richtet sich nach Auto-Kategorie, Mietdauer in Stunden und gefahrenen Kilometern. Im Preis inkludiert sind unter anderem Treibstoff, Strom, Verkehrsabgaben, Auto-Service, Unterhalt sowie Reinigung. Seit 2013 bietet Mobility zudem ein Angebot speziell für Lernfahrer:innen und Neulenker:innen.
Carsharing von Mobility wird von vielen Unternehmen genutzt. Mobility-Autos werden als Firmenwagen genutzt. Zudem besteht die Möglichkeit, dass Unternehmen, Immobilien-Verwaltungen oder Gemeinden neue Mobility-Standorte durch ihre Mitfinanzierung ermöglichen.

## Galerie

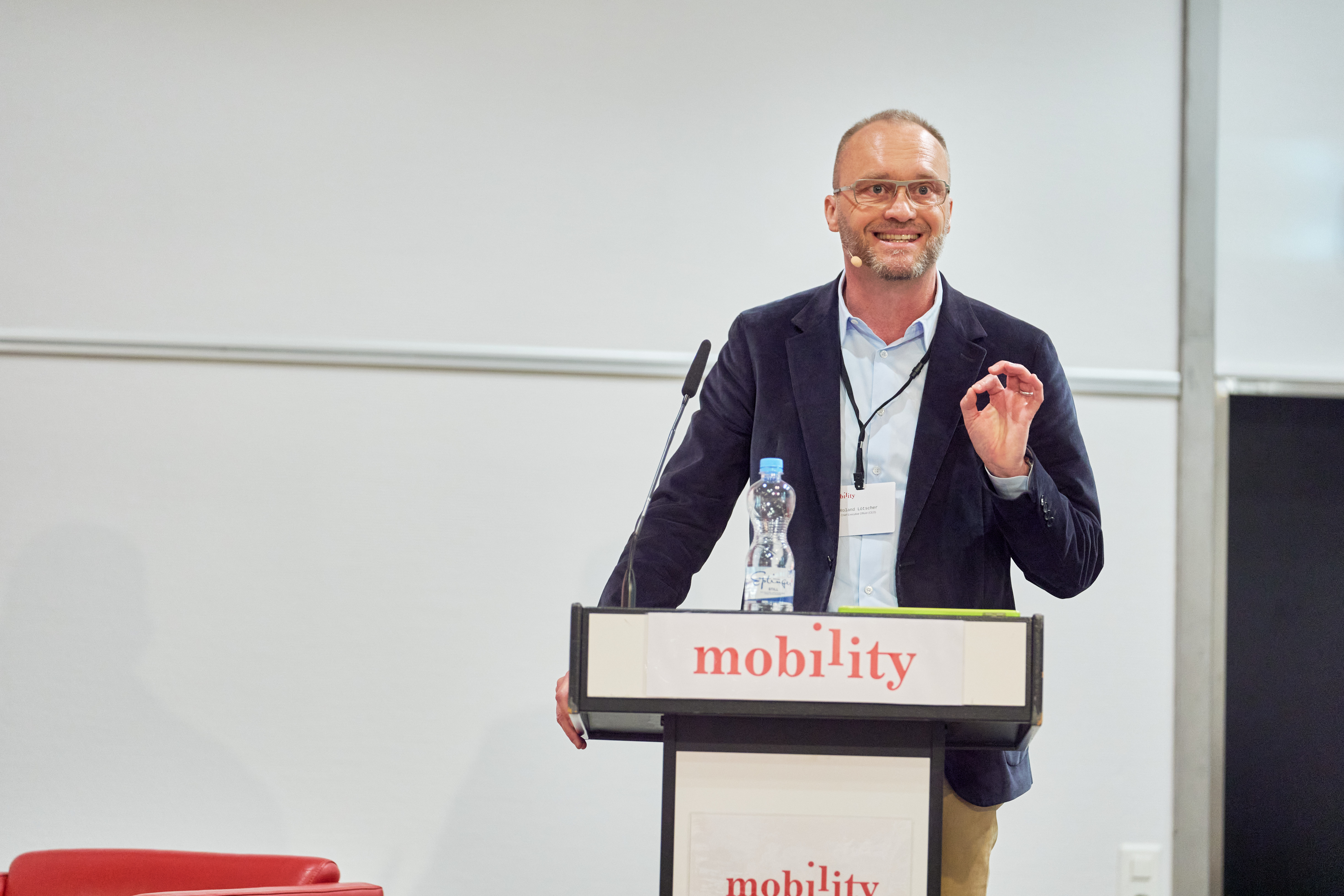
Mobility-CEO Roland Lötscher (2024).
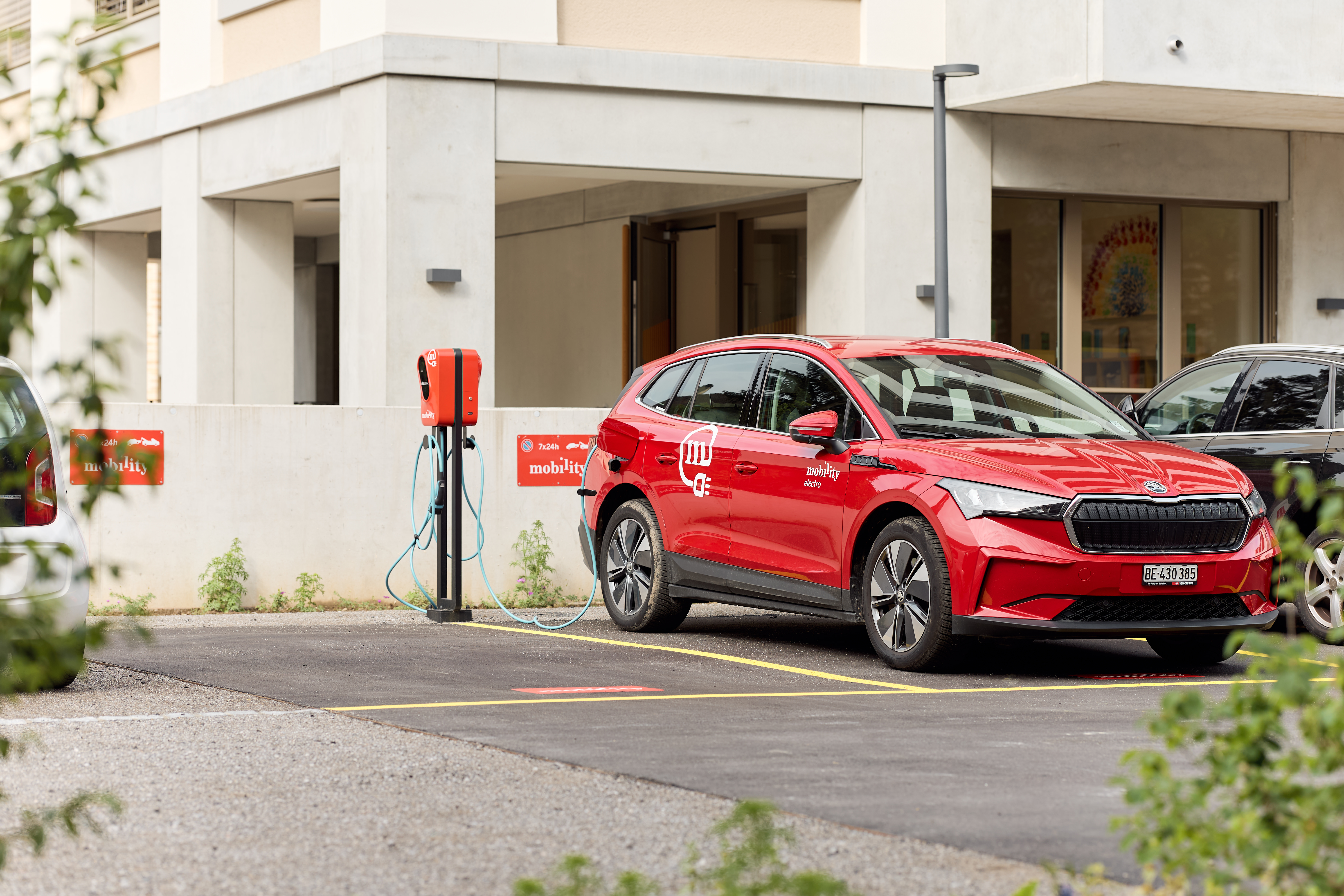
Rund ein Fünftel der Fahrzeuge sind elektrisch (Stand 2024).
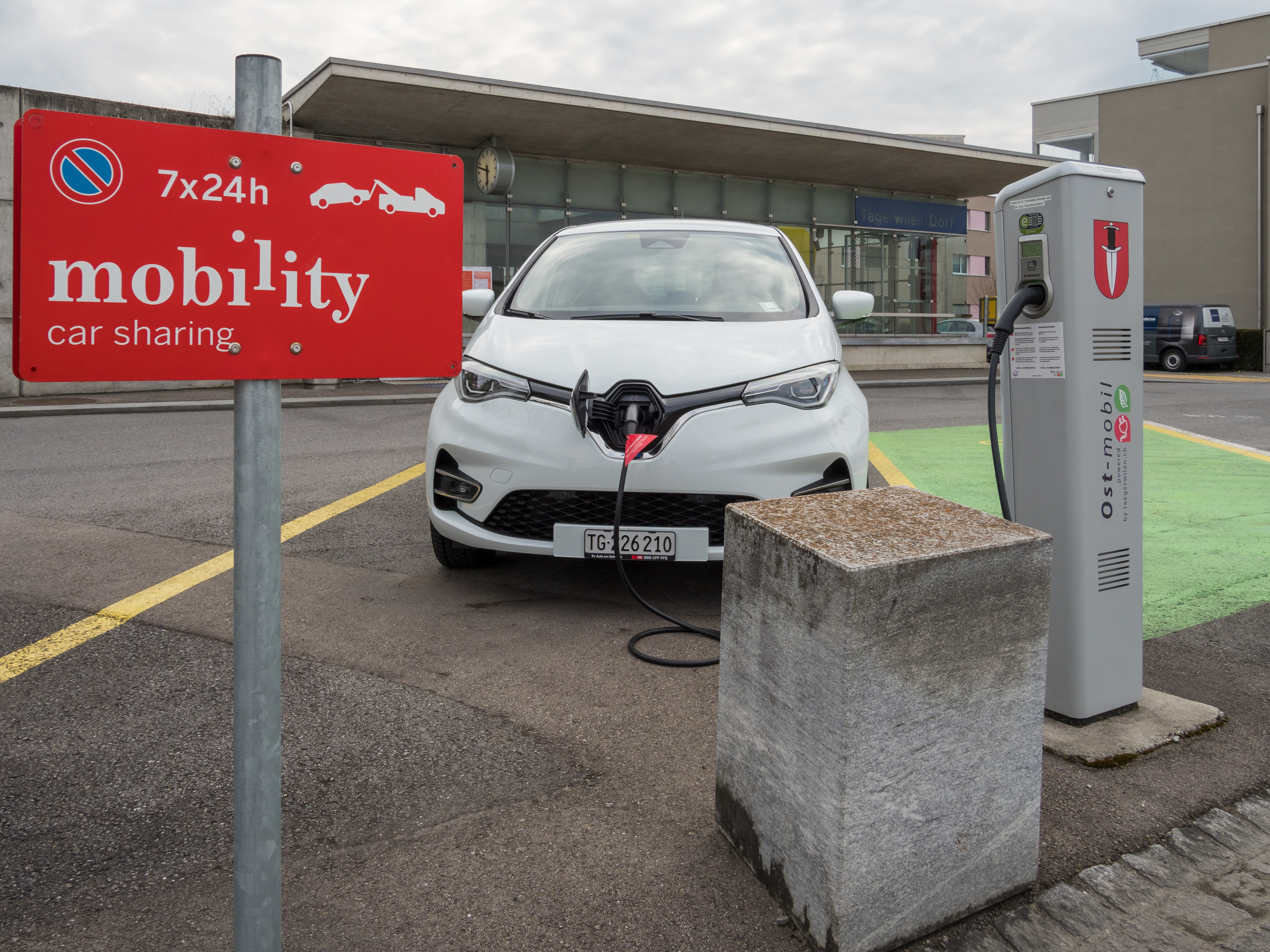
Nicht alle Fahrzeuge sind rot, z. B. das Modell Renault Zoe.
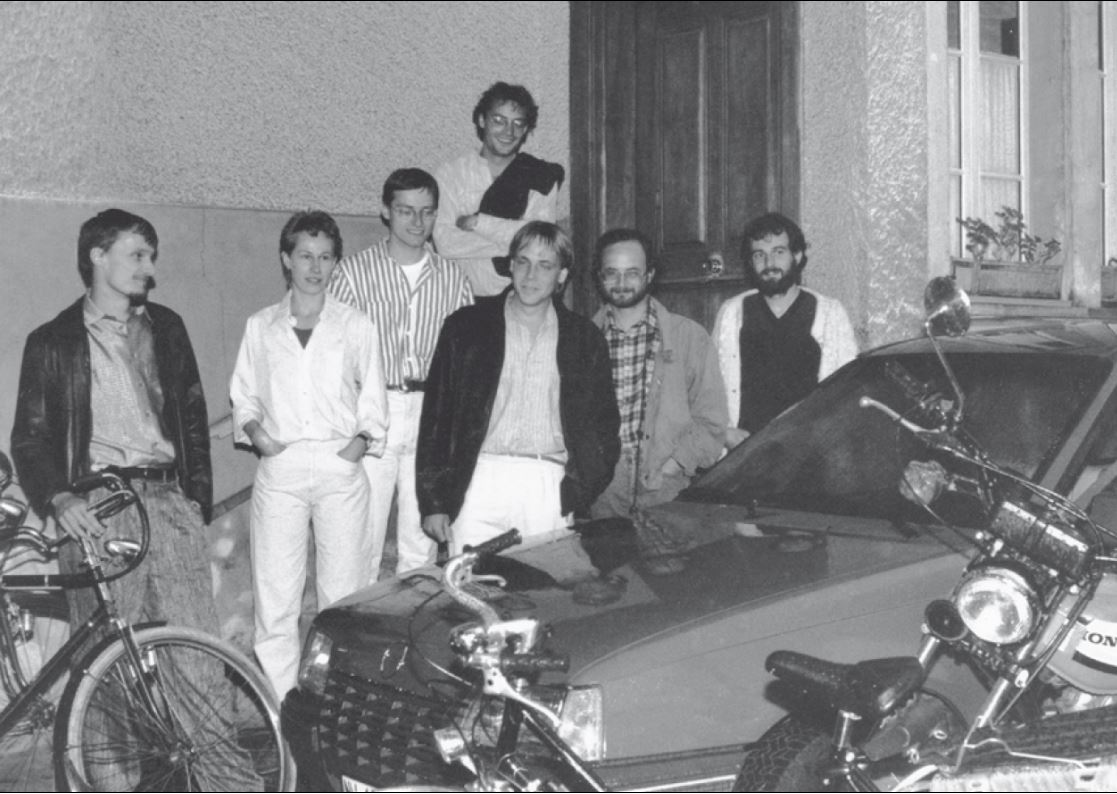
Stans (NW) im Mai 1987: Die Gründungsmitglieder der ATG, aus der 1997 die Mobility Genossenschaft wurde.
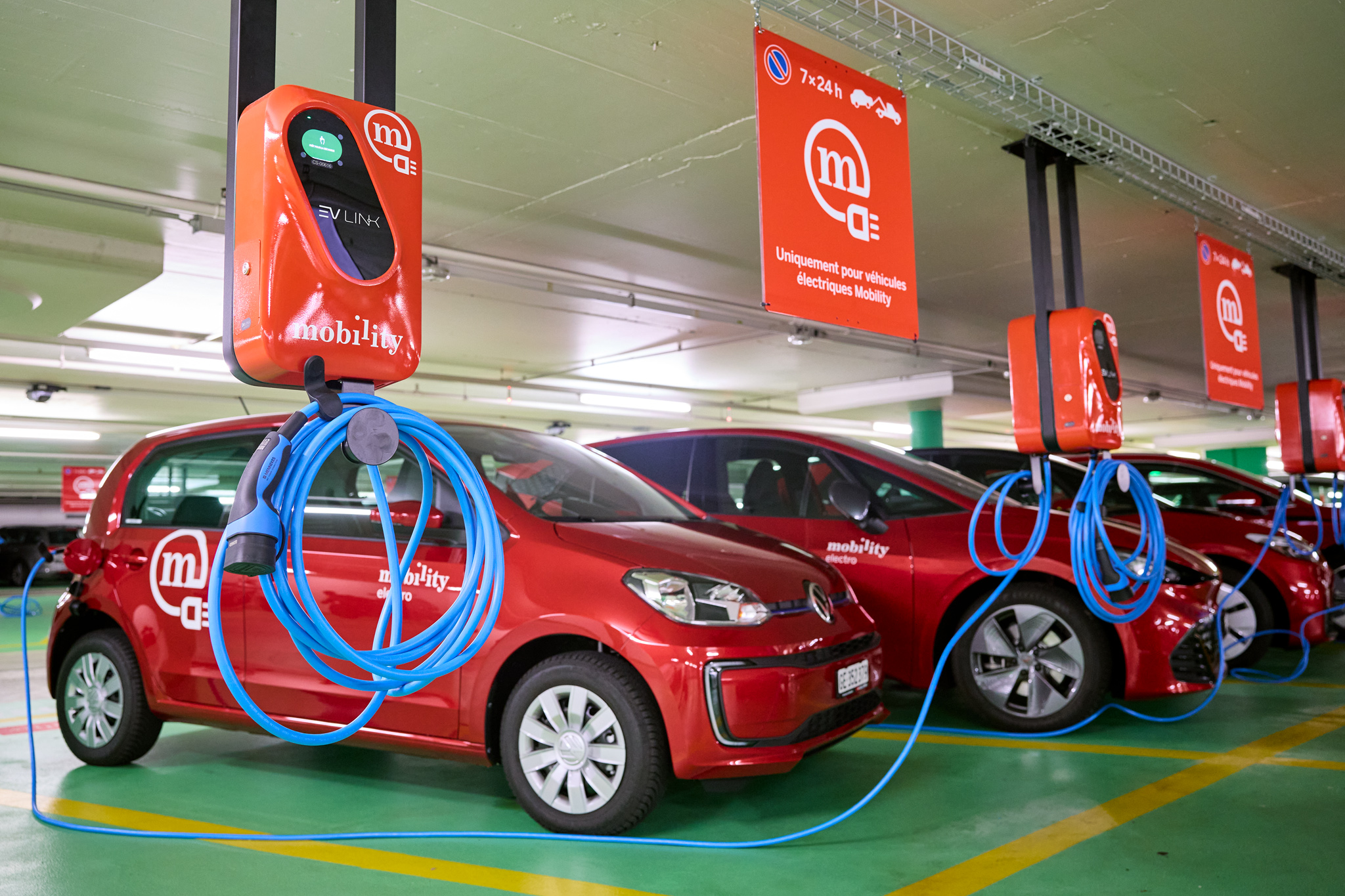
Die grössten Standorte befinden sich an verkehrsgünstigen Orten, z. B. am Bahnhof Genf Cornavin.
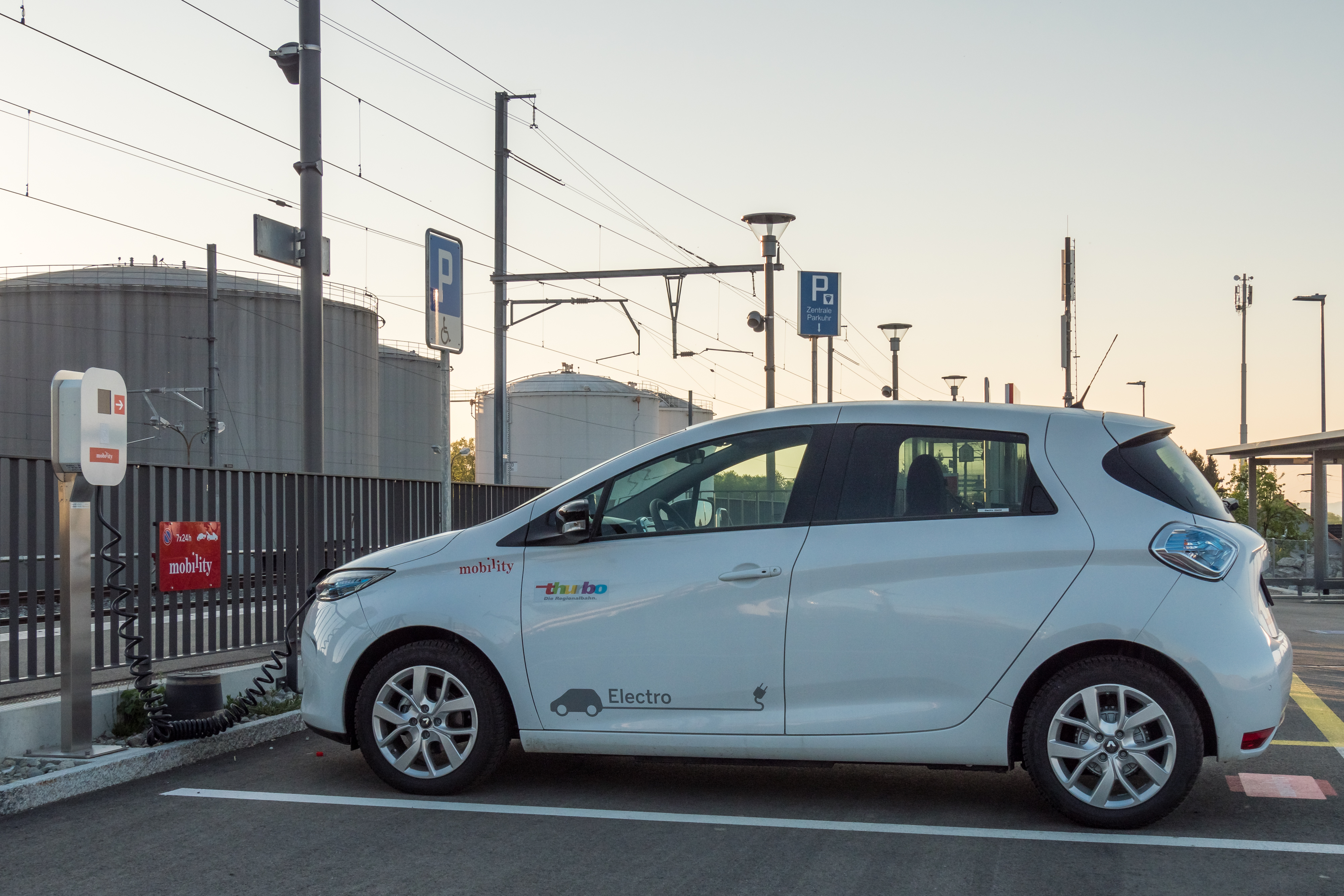
Mobility ist schweizweit an über 1500 Orten vertreten.

## Geschichte
Mobility entstand 1997 durch die Fusion der beiden Schweizer Carsharing-Genossenschaften AutoTeilet-Genossenschaft (ATG) und ShareCom. Diese Vorläuferunternehmen wurden beide 1987 gegründet, die ATG in Stans und die ShareCom in Zürich. 1991 kooperierten die beiden Unternehmen und ermöglichten ihren Mitgliedern die gegenseitige Nutzung der Fahrzeuge. Im selben Jahr beteiligten sie sich bei der Gründung des Vereins European Car Sharing (ECS). 1996 übernahm die ATG die Genfer Genossenschaft CopAuto (gegründet 1993). Die ShareCom entwickelte im gleichen Jahr die ersten Bordcomputer.
Das aus der Fusion von ATG und ShareCom 1997 neu entstandene Unternehmen Mobility CarSharing mit rechtlichem Hauptsitz in Zürich umfasste 17'400 Kunden und 760 Fahrzeuge. In der Folge wurde die technische Weiterentwicklung des Reservationssystems vorangetrieben: Die Fahrzeuge wurden mit Bordcomputern ausgerüstet und die Mitglieder erhielten eine Chipkarte (Mobility-Card). Gleichzeitig wurde die Reservation über das Internet eingeführt. Die kostspieligen technischen Einrichtungen bedeuteten eine grosse finanzielle Belastung, sodass im Jahr 2000 ein Sanierungsprogramm notwendig wurde.
Seither steigerte Mobility sowohl die Anzahl der Genossenschafterinnen und Kundinnen als auch der eingesetzten Fahrzeuge und Standorte kontinuierlich. Diverse Kooperationen wurden lanciert oder ausgebaut. 2013 wurde Mobility mit dem GfM-Preis von der Schweizerischen Gesellschaft für Marketing ausgezeichnet.
Mobility vertrieb zwischen 2001 und 2022 über die Tochtergesellschaft Mobility International AG (vormals Mobility Support AG) ihr selbst entwickeltes Buchungssystem MobiSys 2.0 sowie ihr Know-how in Flottenmanagement und Marketing.
2014 lancierte Mobility das erste stationsungebundene Carsharing-Angebot der Schweiz namens «Catch a Car» in Basel. Als Mitglied konnte man die Catch-Cars per Smartphone oder via Website orten und ohne vorgängige Reservation von A nach B fahren. Catch a Car befand sich bis anfangs 2016 in einer zweijährigen Pilotphase. Aufgrund der positiven Ergebnisse des Pilotprojektes wurde das stationsungebundene Carsharing-Angebot weiterhin in Basel angeboten und expandierte 2016 auch nach Genf. Die Auswirkungen von Catch a Car auf das Mobilitätsverhalten der einzelnen Mitglieder wurde von der ETH Zürich wissenschaftlich begleitet.
2019 übernahm Mobility Catch a Car vollständig und integrierte es unter dem Namen «Mobility Go» in das Mobility-System.
Das Angebot in Genf wurde im Jahr 2020 eingestellt. Das Angebot in Basel wurde per Juni 2022 beendet.
Vom 19. April 2018 bis am 4. November 2019 hat Mobility 200 rote E-Scooter in der Stadt Zürich zur Ausleihe angeboten.
Zusätzlich lancierte Mobility mit der SBB und weiteren Partnern im Frühling 2017 in der Stadt Zug ein Pilotprojekt für selbstfahrende Busse.
Mit dem Angebot Mobility-One-Way waren von 2016 bis 2023 Einwegfahrten möglich. Diese Fahrten konnten zwischen den sieben grössten Bahnhöfen gegen eine zusätzliche Pauschale erfolgen. Das Angebot war für Privat- sowie Geschäftskunden nutzbar.[29]
Mobility gehört zu den Gründungsmitgliedern des im Dezember 2021 auf Initiative der Mobilitätsakademie gegründeten Branchenverbands Swiss Alliance for Collaborative Mobility (kurz CHACOMO). 2023 wurde der auf Fahrgemeinschaften basierende Taxi-Dienst i&any in der Stadt Zürich lanciert.
Per 1. Oktober 2007 wurde der rechtliche Sitz nach Luzern verlegt, wo sich bereits der operative Hauptsitz der Genossenschaft befand. Seit dem 11. Dezember 2017 befindet sich der Hauptsitz von Mobility in Rotkreuz ZG.

## Ziele
Im August 2020 gab das Unternehmen bekannt, seine Fahrzeugflotte bis zum Jahr 2030 auf Elektroautos umzustellen, 
hat dieses Ziel aber inzwischen relativiert. 
Das Unternehmen bezweckt laut Statuten «(…) durch gemeinsame Selbsthilfe den energie-, rohstoff- und umweltschonenden Betrieb von Fahrzeugen aller Art und Erbringen von Dienstleistungen im Bereich der Mobilität im In- und Ausland; zur Verfügung stellen von Fahrzeugen aller Art zur entgeltlichen Nutzung als ökologische und ökonomische Alternative zum privaten Eigentum (…)».
Seit 2020 können Kundinnen und Kunden von Mobility freiwillig einen Klimabeitrag pro Fahrt in einen Fonds einzahlen, der danach durch die Mobility Genossenschaft verdoppelt wird. Die Massnahme ist Teil der «Cause we Care»-Initiative der Klimaschutzstiftung myclimate, welche die Zweckbindung der Gelder sicherstellt. Mit dem Fonds werden einerseits Klimaschutzprojekte und andererseits die Umstellung der Mobility-Flotte auf nachhaltige Antriebsformen finanziert.

## Kritik
2016 riefen die Aufnahme von Audi-Offroader in die Flotte Umweltorganisationen auf den Plan. In Bern protestierte unter anderen der Verein Läbigi Stadt. «So ein Auto widerspricht eindeutig dem ökologischen Grundgedanken des Carsharings», erklärt Nadine Masshardt Trotzdem wurden 2019 weitere SUVs und Limousinen ins Sortiment aufgenommen: Jaguar F-Pace, Land Rover Discovery Sport, Range Rover Velar, Jaguar XF und der Jaguar XE. Inzwischen sind in dieser Kategorie noch der Audi A5 und der Tesla Model 3 verfügbar.